# Ma Zhongying
Ma Zhongying anche Ma Chung-ying (馬仲英T, 马仲英S, Mǎ ZhòngyīngP, Ma Chung-yingW, Xiao'erjing: in arabo ﻣَﺎ ﺟْﻮ ىٍ‎? (Contea di Linxia, 1910 – dopo il 1936) è stato un generale cinese musulmano di etnia Hui e signore della guerra.
Il suo nome all'anagrafe era Ma Buying (馬步英T, 马步英S, Mǎ BùyīngP, Ma Pu-yingW).
Ma era un signore della guerra della provincia di Gansu, in Cina durante gli anni 1930. La sua alleanza con il Kuomintang (KMT) portò le sue truppe musulmane, prevalentemente cinesi, sotto il controllo del KMT come XXXVI Divisione dell'Esercito Rivoluzionario Nazionale di cui era il comandante. Gli fu ordinato di rovesciare Jin Shuren, il governatore dello Xinjiang. Dopo diverse vittorie contro le forze provinciali e i russi bianchi, tentò di espandere il suo territorio nello Xinjiang meridionale lanciando campagne dalla sua base di potere nel Gansu, ma fu fermato dal signore della guerra dello Xinjiang Sheng Shicai nel 1934.

## Biografia
Entrò nella milizia musulmana nel 1924 quando aveva quattordici anni. Venne coinvolto nella ribellione contro le forze Guominjun del Gansu comandate da Feng Yuxiang, e combatté anche contro i suoi stessi parenti, compreso suo zio il signore della guerra Ma Lin, che aveva continuato a servire il Guominjun.
Ma Zhongying prese Hezhou e sconfisse le forze di Ma Lin, che era stato mandato a riconquistare Hezhou. Tuttavia, fu sollevato dal suo comandante - che era anche suo zio - Ma Ku-chang, per aver agito senza l'ordine di prendere Hezhou. Prese la capitale del Gansu sottraendola al Guominjun, nell'aprile 1929, ma alla fine fu sconfitto ed espulso.
Musulmani hui appartenenti alla setta Xidaotang e tibetani di Taozhou vennero attaccati da Ma Zhongying e dai suoi soldati musulmani hui, causando il panico nelle file nemiche.
La rivolta di Ma Zhongying del 1928 portò a un incendio che distrusse la Moschea Huasi
Nel 1929 frequentò l'Accademia militare di Whampoa a Nanchino.

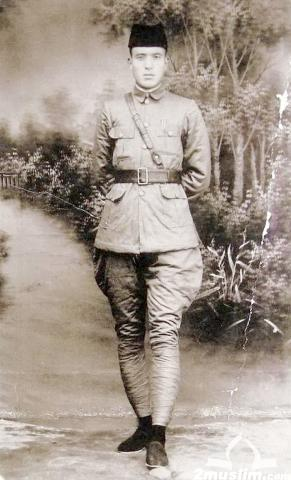
Il generale Ma Zhongying.

### Xinjiang durante gli anni 1930
(Sven Hedin su Ma Zhongying)
Yulbars Khan chiese l'aiuto di Ma Zhongying per rovesciare il governo di Jin Shuren dopo che questi aveva abolito il Khanato Kumul e dato inizio alla Ribellione Kumul. Ma combatté nello Xinjiang per un po', fu ferito e tornò a Gansu dove costrinse Mildred Cable, Francesca French e Evangeline Frances "Eva" French a curare le sue ferite, tornando nello Xinjiang nell'estate del 1933.
Ma e la XXXVI divisione combatterono contro le forze del governo Jin e e quelle dei russi bianchi nel corso della ribellione Kumul. Il KMT voleva che Jin fosse rimosso da quando aveva firmato senza la sua approvazione un trattato sulle armi con l'Unione Sovietica.
Le azioni militari di Ma furono eseguite da ufficiali hui che commisero atrocità contro i civili han e uiguri durante i combattimenti nello Xinjiang. Inoltre, i locali han e uiguri furono costretti ad arruolarsi nel suo esercito, contro la loro volontà, e mandati in prima linea dove furono sottoposti a pesanti colpi di cannone nemici. I sovietici e Sheng Shicai sostenevano che Ma fosse sostenuto dai giapponesi e che nel suo esercito ci fossero ufficiali giapponesi fatti prigionieri. Nonostante ciò, Ma ufficialmente proclamò la sua fedeltà al governo cinese di Nanchino.
A causa dei suoi gravi abusi e brutalità, i turchi (uiguri) e i cinesi han odiavano l'ufficiale hui che Ma Zhongying aveva affidato Barkul. Il viaggiatore occidentale Peter Fleming riferì che nel 1935 lo Xinjiang era l'unico territorio cinese in cui gli agenti giapponesi non erano attivi.
Dopo aver combattuto originariamente contro Ma Zhongying, il generale cinese han, Zhang Peiyuan e il suo esercito han Ili passarono dalla parte di Ma Zhongying per combattere contro il governo provinciale e i russi. Ma Zhongying combatté poi contro i russi nella nell'invasione sovietica dello Xinjiang.

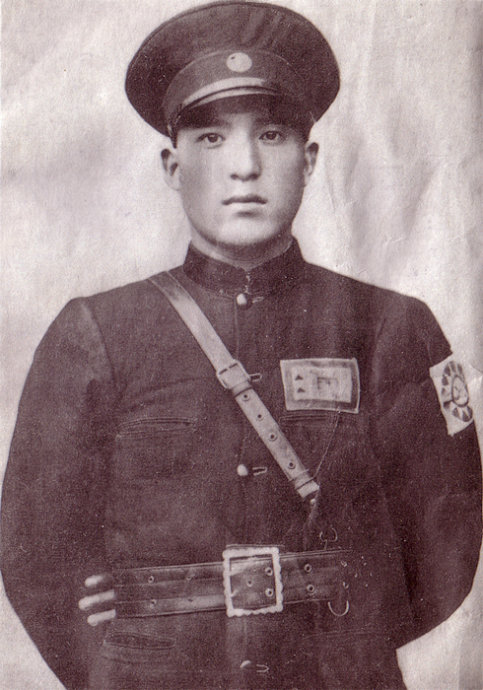
XXXVI Divisione KMT del generale Ma Zhongying. Egli indossa una fascia con l'insegna del Kuomintang come molti dei suoi uomini.

## Caratteristiche del personaggio
Ma usava gli stendardi KMT (Cielo blu con sole bianco) e una fascia al braccio nelle sue azioni militari. Lui stesso indossava una fascia al braccio con la scritta KMT e un'uniforme della XXXVI Divisione per dimostrare che era un rappresentante legittimo del governo cinese. Le sue truppe cantavano canzoni marziali musulmane cinesi. Lui stesso aveva con sé un harmonium e trascorreva ore a suonare inni musulmani. Portava pistole Mauser e amava citare i suoi modelli Gengis Khan, Napoleone, Hindenburg e Zuo Zongtang.
(Rewi Alley su Ma Zhongying)

## Caduta
La carovana di Sven Hedin incontrò le forze di Ma mentre si stava ritirando a sud in seguito all'invasione sovietica dello Xinjiang. Mentre Sven era detenuto da Ma, incontrò il generale Ma Hushan e Kemal Kaya Effendi. L'aiutante di Ma disse a Hedin che Ma aveva l'intera regione di Tien-shan-nan-lu (Xinjiang meridionale) sotto il suo controllo e Sven poteva passare tranquillamente senza alcun problema, ma Hedin non credeva a questa affermazione. Alcuni tungani di Ma (musulmani cinesi) attaccarono la spedizione di Hedin sparando ai suoi veicoli.
Nell'aprile del 1934, dopo che le sue forze avevano preso d'assalto Kashgar durante la seconda battaglia di Kashgar, lo stesso Ma Zhongying arrivò in città e pronunciò un discorso nella Moschea di Id Kah, dicendo agli uiguri di essere fedele al governo cinese del Kuomintang di Nanchino.
"Ma disse che Sheng Shicai era un fantoccio sovietico, e riaffermò la sua fedeltà al governo cinese di Nanchino".
Durante l'invasione sovietica dello Xinjiang Ma Zhongying giocò un ruolo importante nel combattere gli invasori ma le sue truppe dovettero ritirarsi ancora una volta. L'ultima linea di difesa fu creata intorno a Khotan, da dove si riteneva che fosse fuggito in territorio sovietico e non fu più visto nello Xinjiang.
Vladimir Petrov, un agente NKVD sovietico inviato a Yarkand nel 1937, fornisce una versione diversa della scomparsa di Ma Zhongying. Nel suo memoriale Impero di paura, pubblicato nel 1956 dopo la defezione verso l'Occidente, Petrov descrive come Ma venne attirato a Khotan e messo su un aereo che credeva fosse un volo del Kuomintang, ma era in realtà di agenti sovietici che lo avevano rapito al quartier generale di Yark e NKVD, dove era costretto a dare ordini falsi ai suoi stessi soldati, rimasti a Khotan, che avrebbero portato alla loro sconfitta. Poi venne portato a Mosca dove il suo destino non fu più noto. Il suo non fu un volo volontario verso l'Unione Sovietica.
Il libro "Who's Who in China" affermò erroneamente che Ma Zhongying tornò dall'Unione Sovietica nel 1934 a Tianjin, in Cina, e che in quell'anno risiede risiedeva in quella città.
I telegrammi britannici dall'India, nel 1937, dicevano che i tungani come Ma Zhongying e Ma Hushan avevano raggiunto un accordo con i sovietici, che in precedenza avevano combattuto, secondo i quali da quando i giapponesi avevano iniziato una guerra su vasta scala contro la Cina, i tungani, guidati da Ma Zhongying e Ma Hushan, avrebbero aiutato le forze cinesi a combattere contro il Giappone, e che Ma Zhongying e Ma Hushan sarebbero tornati a Gansu, mentre Ma Zhongying sarebbe stato rimandato a Gansu dai sovietici, che lo avevano tenuto in Russia.

## Risultati
Nel 1936 le forze di Zhang Guotao attraversarono il fiume Giallo nel tentativo di espandere le basi comuniste nello Xinjiang e fare un collegamento diretto con l'Unione Sovietica. Alcune fonti sostengono che Ma Zhongying si arruolò nell'Armata Rossa e divenne un consigliere speciale di alto rango della forza sovietica che stava progettando di agire, d'accordo con le forze di Zhang Guotao. I compiti di Ma Zhongying erano, secondo quanto riferito, di consigliare i sovietici sulla situazione nello Xinjiang e aiutarli a negoziare con i suoi cugini Ma Bufang e Ma Hongbin e le loro famiglie in modo che questi signori della guerra non ostacolassero le forze di Zhang Guotao. Tuttavia, il piano sovietico non si materializzò perché la forza comunista di Zhang Guotao fu raggiunta da una coalizione di 100.000 soldati riuniti da Chiang Kai-shek dalle forze dell'esercito del Kuomintang di Ma Bufang da Qinghai, un residuo di quelle di Ma Zhongying di Gansu e quelle di Ma Hongkui e Ma Hongbin di Ningxia. La forza combinata annientò l'esercito di Guotao. La quarta Armata rossa di 21.000 uomini di Guotao crollò per prima, seguita da quella di Mao Zedong composta da 8.000 uomini della prima armata rossa. Non un soldato comunista cinese raggiunse vivo lo Xinjiang.
Sheng Shicai mandò richieste ai sovietici per consegnarlo, ma questi rifiutarono.
Niente si seppe di Ma Zhongying dopo il 1936. Ci sono almeno cinque storie della fine di Ma:
- Ma venne ucciso in una scontro prima della seconda guerra mondiale.
- Ma venne giustiziato dopo essere arrivato a Mosca nel 1936.
- Ma venne imprigionato in un campo di lavoro e successivamente giustiziato durante Grande purga dell'esercito nel 1937-1938.
- Alcuni scrittori, come il generale dell'Armata Rossa Konstantin Rokossovskij, sostengono che Ma fu arrestato per la prima volta durante la Grande Purga, ma in seguito fu rilasciato e partecipò alla Grande guerra patriottica.
- Secondo il memoriale di Sheng Shicai, Sinkiang: Pawn or Pivot? (Michigan University Press, 1958) Ma, insieme a tutto il suo stato maggiore, fu giustiziato a Mosca per ordine di Iosif Stalin durante l'estate o la primavera del 1937.